# Геомори
Геомори, гамори (дав.-гр. γεωμόροι, γάμοροι, досл. «володарі земельних ділянок», від грец. γεος — «земля» + грец. μείρομαι — «отримую долю») — назва аристократичної верхівки у деяких містах-державах Стародавньої Греції, зокрема на Самосі і у Сіракузах. Великі власники, зазвичай шляхетного походження, чиї предки отримали землю на правах першопоселенців. Досить часто геомори жили в місті, а в їхніх маєтках працювали селяни з місцевого населення, підкореного прибульцями-греками.
В Халкіді самосським геоморам відповідали «гіппоботи» (грец. ίπποβόται), в Колофоні і Магнесії — «гіппотрофи» (грец. ἱπποτρόφοι), в Еретрії — «вершники» (грец. ἱππεύς), в Фівах — «спарти» (грец. σπαρτοί), в Афінах — «евпатриди» (грец. εὐπατρίδαι).
В самих Афінах «геоморами» називалися громадяни — вільні землероби, що поряд із евпатридами та деміургами складали міську громаду. Міфи приписували утворення філи геоморів Тесею. Поступово геомори втрачали свої земельні ділянки і потрапляли до боргового рабства. Реформи Солона відновили більшість господарств геоморів, які спільно з міським демосом згодом стали опорою афінської демократії. Проте до IV ст. до н. е. більшість геоморів знову розорилося.